# Erisictón de Tesalia

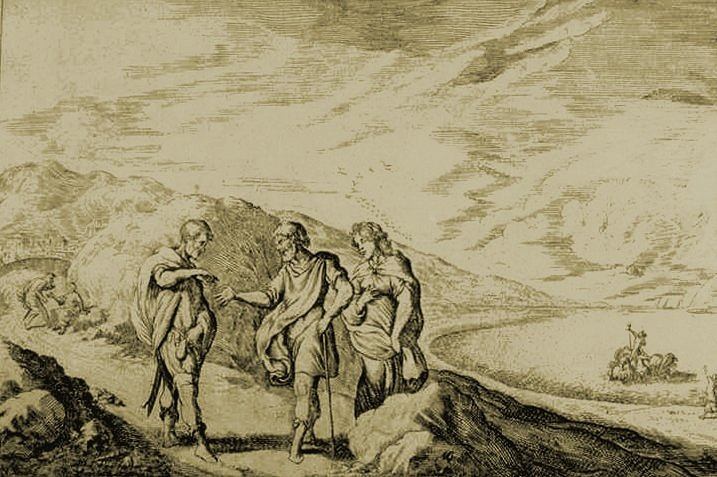
Erisictón vende a su hija Mestra (en un grabado del)

En la mitología griega Erisictón (Ἐρυσίχθων, Erysíkhthon) o Eresictón era un rey de Tesalia, a veces conocido como Etón (Αἴθων). Era hijo de Tríopas o de Mirmidón, y es un ejemplo de rey impío, y así Deméter lo condenó a padecer hambre eterna. Erisictón vivía en la llanura de Dotio (cf. Equino).
Erisictón despreciaba a los dioses y no les hacía sacrificios. Una vez que quiso construir un techo para su sala de banquetes no dudó en talar, ayudado por una veintena de gigantes, un árbol sagrado que formaba un santuario ancestral de la diosa Deméter construido por los pelasgos, el pueblo prehelénico que habitaba Tesalia antes de ser expulsados por el padre de Erisictón. Las hamadríades que habitaban estos árboles corrieron a solicitar auxilio de la diosa. Deméter tomó la forma de su sacerdotisa Nicipe, y de esta guisa intentó de buenas maneras hacer desistir a Erisictón de continuar con el sacrilegio. Pero este, lejos de dejarse disuadir, amenazó a la diosa con matarla con la misma hacha que estaba utilizando. Fue entonces cuando Deméter, víctima de una ira sin precedentes, ordenó a Hambre (Λιμός, Limós), o a Némesis, que vengaran este ultraje. El Hambre tocó el vientre de Erisictón, y desde entonces nada saciaría sus ganas de comer: cuanto más engullera más crecería su hambre. Cuando Erisictón vendió todas sus posesiones para comprar comida, su padre se encargó de alimentarle, pero fue tal su voracidad que en poco tiempo acabó con las riquezas de Tríopas, y Erisictón acabó convirtiéndose en un mendigo que comía inmundicias. Erisictón terminó comiéndose a sí mismo, poniendo fin así a su tormento.
En el Catálogo de mujeres se nos menciona que tenía Erisictón una hija experta en fármacos, Mestra, que se transformaba en todo tipo de animal y su padre la tenía como remedio de su hambre, pues la ponía en venta todos los días y se alimentaba de lo que sacaba. La hija, cambiando de forma y huyendo, regresaba a casa de su padre; pues Poseidón le había concedido el don de cambiar de forma. Erisictón era llamado Etón («voraz») por el hambre voraz que lo consumía. En una de estas ventas surgió una disputa entre Sísifo y Erisictón, por la mano de Mestra. Sísifo, que era astuto de sobras, se había percatado de que Mestra había escapado de su palacio, por lo que fue a quejarse a Erisictón. Como ninguno de los dos litigantes cedía, tuvieron que intervenir los dioses, y así Poseidón gozó de la muchacha. Finalmente Mestra regresó a Atenas para cuidar del atormentado y envejecido Erisictón.
Paléfato intenta racionalizar el mito, y alega que Erisictón era un tesalio rico que se volvió pobre, padre de la hermosa Mestra. Los hombres que querían casarse con ella le daban caballos, vacas, ovejas o lo que quisiera Mestra. Los tesalios, al ver el sustento de Erisictón acumulándose, decían que «de Mestra vinieron caballos y vacas y otras cosas» (ἐγένετο ἐκ Μήστρας αὐτῷ καὶ ἵππος καὶ βοῦς καὶ τἄλλα); y así fue como se desarrolló el mito.